# Когали (Жетисайський район)
Когали́ (каз. Қоғалы) — село у складі Жетисайського району Туркестанської області Казахстану. Входить до складу Атамекенського сільського округу.
Населення — 1086 осіб (2021; 1247 у 2009, 990 у 1999, 991 у 1989).